# Ponte San Pietro
Ponte San Pietro (lombardul: Put San Piéro) település Olaszországban, Lombardia régióban, Bergamo megyében. Lakosainak száma 11 660 fő (2023. január 1.). Ponte San Pietro Brembate di Sopra, Valbrembo, Bonate Sopra, Curno, Mapello, Presezzo és Mozzo községekkel határos.

## Népesség
A település lakossága az elmúlt években az alábbi módon változott:
| Lakosok száma | 11 551 | 11 502 | 11 660 |
|               | 2017   | 2018   | 2023   |